# Liste der Könige von Elam
Die Könige des Reiches Elam (2550–644 v. Chr.)

## Dynastie von Awan
| Name                           | Name in akkadischen Texten | Regierungszeit (Daten v. Chr.) | Kommentar                               |
| ------------------------------ | -------------------------- | ------------------------------ | --------------------------------------- |
| 3 Könige mit unbekannten Namen |                            | ca. 2550                       | Quelle: Sumerische Königsliste          |
| Pieli                          |                            | ca. 2500                       | Quelle: Königsliste von Susa            |
| Tari                           |                            |                                | Quelle: Königsliste von Susa            |
| Ukku-taḫiš                     |                            |                                | Quelle: Königsliste von Susa            |
| Ḫišur                          |                            |                                | Quelle: Königsliste von Susa            |
| Šušun-tarana                   |                            |                                | Quelle: Königsliste von Susa            |
| Napil-ḫuš                      |                            |                                | Quelle: Königsliste von Susa            |
| Kikku-sime-temti               |                            |                                | Quelle: Königsliste von Susa            |
| gehört zum Reich der Akkader   |                            |                                |                                         |
| Luḫḫi-iššan                    |                            | ca. 2350/25                    | Quelle: Königsliste von Susa und andere |
| Hišep-Ratep                    |                            |                                | Quelle: Königsliste von Susa und andere |
| Ḫielu                          |                            | ca. 2300                       | Quelle: Königsliste von Susa            |
| Ḫita                           |                            | ca. 2275                       | Quelle: Königsliste von Susa und andere |
| Kutik-Inšušinak                | Puzur-Inšušinak            | ca. 2240                       | Quelle: Königsliste von Susa und andere |

- gehörte zu den Gutäern

## Dynastie von Schimaschki
Einige von diesen Herrschern regierten vielleicht gleichzeitig an verschiedenen Orten.
| Name           | Regierungszeit  | Kommentar                                                        |
| -------------- | --------------- | ---------------------------------------------------------------- |
| Tazitta        |                 | Zeitgenosse von Amar-Suena und Šu-Sin der 3. Dynastie von Ur     |
| Gir-Namme      | ca. 2030        | Zeitgenosse von Šu-Sin der 3. Dynastie von Ur                    |
| Ebarti I.      |                 | Zeitgenosse von Šu-Sin der 3. Dynastie von Ur                    |
| Tazitta        |                 |                                                                  |
| Lu[…]raluuhaan |                 |                                                                  |
| Kindattu       | um 2000 v. Chr. | Zeitgenosse des Išbi-Erra der Dynastie von Isin                  |
| Hutran-Tepti   |                 | genaue Einordnung unsicher                                       |
| Idaddu I.      |                 | nennt sich ensi von Susa; König (lugal) von Schmiaschki und Elam |
| Tan-ruhuratir  |                 | nennt sich ensi von Susa                                         |
| Eparti II.     |                 | König (lugal) von Anschan und Susa                               |
| Idaddu II.     |                 | nennt sich ensi von Susa                                         |
| Idattu-Napir   | um 1890 v. Chr. | Zeitgenosse des Sumu-abum von Babylon                            |

## Dynastie der Ebartiden oder der Großregenten, ca. 2000–ca. 1500 v. Chr.
Die Reihenfolge ist nicht gesichert.
| Name               | Name in akkadischen Texten | Regierungszeit  | Kommentar                                                          |
| ------------------ | -------------------------- | --------------- | ------------------------------------------------------------------ |
| Ebarat             |                            |                 |                                                                    |
| Šilhaha            |                            |                 | König (lugal); Sukkalmah                                           |
| Pala-Ishshan       |                            |                 |                                                                    |
| Lankuku            |                            |                 |                                                                    |
| Kuku-sanit         |                            |                 |                                                                    |
| Kuk-Kirmash        |                            |                 | Erster Herrscher, der sich selbst Sukkalmah nennt; Sukkal von Elam |
| Tem-sanit          |                            |                 |                                                                    |
| Kuk-Nahundi        |                            |                 |                                                                    |
| Kuk-Nashur I.      |                            |                 |                                                                    |
| Atta-hushu         |                            |                 |                                                                    |
| Tetep-mada         |                            |                 |                                                                    |
| Širuk-tuh          |                            |                 |                                                                    |
| Simut-wartaš I.    |                            |                 | Sohn des Širuk-tuh                                                 |
| Siwe-Palar-Khuppak |                            | um 1775 v. Chr. | Zeitgenosse des Hammurapi von Babylon                              |
| Kuduzulusch I.     |                            |                 |                                                                    |
| Kutir-Nahhunte I.  |                            |                 |                                                                    |
| Atta-Merra-Khalki  |                            |                 |                                                                    |
| Tata               |                            |                 | Sukkal                                                             |
| Lila-Irtash        |                            |                 |                                                                    |
| Tempti-Agun        |                            |                 |                                                                    |
| Kutir-Šilkhakha I. |                            |                 |                                                                    |
| Kuk-Nashur II.     |                            |                 |                                                                    |
| Temti-Raptash      |                            |                 |                                                                    |
| Simut-wartaš II.   |                            |                 |                                                                    |
| Kuduzulush II.     |                            |                 |                                                                    |
| Sirtuh             |                            |                 |                                                                    |
| Kuk-Nashur III.    |                            |                 |                                                                    |
| Tan-Uli            |                            |                 |                                                                    |
| Temti-Khalki       |                            |                 |                                                                    |
| Kuk-Nashur IV.     |                            |                 |                                                                    |

## Kidinuiden, ca. 1500–ca. 1400 v. Chr.
Die Reihenfolge der Herrscher ist unbekannt.
| Name                      | Name in akkadischen Texten | Regierungszeit | Kommentar                |
| ------------------------- | -------------------------- | -------------- | ------------------------ |
| Kidinu                    |                            |                | König von Susa und Anzan |
| Inšušinak-sunkir-nappipir | Inšušinak-šar-ilani        |                | König von Susa           |
| Tan-Ruhurater II.         |                            |                | König von Susa und Anzan |
| Schalla                   |                            |                |                          |
| Tepti-Ahar                |                            |                |                          |

## Igiḫalkiden, ca. 1400–1210 v. Chr.
Die Reihenfolge ist im Einzelnen nicht gesichert.
| Name              | Name in akkadischen Texten | Regierungszeit                      | Kommentar                                                                                         |
| ----------------- | -------------------------- | ----------------------------------- | ------------------------------------------------------------------------------------------------- |
| Igi-ḫalki         |                            | um 1400                             |                                                                                                   |
| Paḫir-Iššan       |                            | um 1375 v. Chr.                     | Sohn des Igi-ḫalki, verheiratet mit einer nahen Verwandten des babylonischen Königs Kuri-galzu I. |
| Attar-kittaḫ      |                            |                                     | Sohn des Igi-ḫalki                                                                                |
| Ḫumban-numena I.  |                            |                                     | Sohn des Attar-kittaḫ                                                                             |
| Untaš-Napiriša    |                            |                                     | Gründete die Stadt Tschoga Zanbil; Sohn von Ḫumban-numena I.                                      |
| Unpaḫaš-Napiriša  |                            |                                     | Sohn von Paḫir-Iššan                                                                              |
| Kidin-Ḫutran I.   |                            |                                     | Sohn von Paḫir-Iššan                                                                              |
| Kidin-Ḫutran II.  |                            |                                     | Sohn von Untaš-Napiriša                                                                           |
| Napiriša-untaš    |                            | 1340–1330 v. Chr./1276–1266 v. Chr. | Sohn von Kidin-Ḫutran II.                                                                         |
| Kidin-Ḫutran III. |                            |                                     |                                                                                                   |

## Schutrukiden
| Name                  | Name in akkadischen Texten | Regierungszeit | Kommentar |
| --------------------- | -------------------------- | -------------- | --------- |
| Hallutuš-Inšušinak    |                            | 1205–ca. 1185  |           |
| Šutruk-Nahhunte II.   |                            | 1185–ca. 1155  |           |
| Kutir-Nahhunte III.   |                            | 1155–ca. 1150  |           |
| Šilhak-Inšušinak I.   |                            | 1150–ca. 1120  |           |
| Hutelutuš-Inšušinak   |                            | 1120–ca. 1110  |           |
| Šilhina-Hamru-Lagamar |                            | 1110–          |           |

Elam wurde von Babyloniern 1100–ca. 760 v. Chr. regiert.

## Spätes Elam
| Name                   | Name in assyrischen/babylonischen Texten | Regierungszeit   | Kommentar                     |
| ---------------------- | ---------------------------------------- | ---------------- | ----------------------------- |
| Humban-tahrah          |                                          | 760–743          |                               |
| Humban-igaš I.         | Humban-nikaš II.                         | 743–717          |                               |
| Šutruk-Nahhunte III.   |                                          | 717–699          |                               |
| Hallušu-Inšušinak      | Ḫallušu                                  | 699–693          |                               |
| Kutikaruk              | Kutir-Nahhunte IV.                       | 693–692          |                               |
| Humban-numena          | Umman-menanu                             | 692–689          |                               |
| Humban-Haltaš I.       |                                          | 689–681          |                               |
| Humban-Haltaš II.      |                                          | 680–675          |                               |
| Urtagu                 | Urtak                                    | 675–664          |                               |
| Tempti-Huban-Inšušinak | Te-Umman                                 | 664–653          | Sohn von Šilhak-Inšušinak II. |
| Humban-nikaš III.      | Ummanigaš                                | 653–651          | Sohn von Urtak                |
| Tammaritu              |                                          | 651–649          |                               |
| Indabibi               |                                          | 649 bis Juli 648 |                               |
| Humban-Haltaš III.     | Ummanaldaš                               | 648              |                               |
| Umbahabua              |                                          | 647              |                               |
| Tammaritu              |                                          | 647              | Plünderung von Susa           |

 Elam wird von Assurbanipal erobert und fällt damit an Assyrien.

## Spätes Elam nach der assyrischen Eroberung, teilweise nur lokale Herrscher
| Name                  | Regierungszeit | Kommentar                                                    |
| --------------------- | -------------- | ------------------------------------------------------------ |
| Šutur-Nahhunte        |                | Baute am Tempel der Pinikir; regierte in Susa                |
| Hallutaš-Inšušinak    |                | Renovierte den Tempel des Inšušinak; regierte in Susa        |
| Atta-hamiti-Inšušinak |                | nur von den Fragmenten einer Stele bekannt; regierte in Susa |
| Ummanunu              |                | in Susa                                                      |
| Šutur-Nahhunte        |                | von zwei Inschriften bekannt                                 |
| Humban-Shuturuk       |                | regierte in Gisat                                            |
| Pahuri                |                | regierte in Zamin                                            |
| Šilhak-Inšušinak II.  |                | Sohn des Ummanunu; in Susa belegt                            |
| Tepti-Huban-Inšušnak  |                | Sohn von Šilhak-Inšušinak II.; in Susa belegt; Feldzüge      |